# Saison 2021 de l'équipe cycliste masculine DSM
La saison 2021 de l'équipe cycliste masculine DSM est la dix-septième de cette équipe.

## Arrivées et départs
| Coureur            | Provenance               | Durée contrat |
| ------------------ | ------------------------ | ------------- |
| Romain Bardet      | AG2R La Mondiale         | 2021-2022     |
| Marco Brenner      | Néo-pro                  | 2021-2024     |
| Romain Combaud     | NIPPO DELKO One Provence | 2021-2022     |
| Andreas Leknessund | Uno-X Pro Cycling Team   | 2021-2023     |
| Niklas Märkl       | Sunweb Development       | 2021-2022     |
| Kevin Vermaerke    | Hagens Berman Axeon      | 2021-2023     |

| Coureur          | Nouvelle équipe | Durée contrat |
| ---------------- | --------------- | ------------- |
| Marc Hirschi     | UAE Emirates    | 2021-2023     |
| Wilco Kelderman  | Bora-Hansgrohe  | 2021-2022     |
| Michael Matthews | BikeExchange    | 2021-2022     |
| Sam Oomen        | Jumbo-Visma     | 2021-2023     |
| Robert Power     | Qhubeka Assos   | 2021          |

## Effectif actuel
| Coureur         | Date de Nais.             | Equipe en 2020   | Cont. |
| --------------- | ------------------------- | ---------------- | ----- |
| Thymen Arensman | 4 décembre 1999 (22 ans)  | Sunweb           | 2022  |
| Nikias Arndt    | 18 novembre 1991 (30 ans) | Sunweb           | 2022  |
| Romain Bardet   | 9 novembre 1990 (31 ans)  | AG2R La Mondiale | 2022  |
| Tiesj Benoot    | 11 mars 1994 (27 ans)     | Sunweb           | 2022  |
| Cees Bol        | 27 juillet 1995 (26 ans)  | Sunweb           | 2022  |
| Marco Brenner   | 27 août 2002 (19 ans)     | Néo-pro          | 2024  |
| Romain Combaud  | 1er avril 1991 (30 ans)   | NIPPO DELKO      | 2022  |
| Alberto Dainese | 25 mars 1998 (23 ans)     | Sunweb           | 2023  |
| Nico Denz       | 15 février 1994 (27 ans)  | Sunweb           | 2022  |
| Mark Donovan    | 3 avril 1999 (22 ans)     | Sunweb           | 2022  |
| Nils Eekhoff    | 23 janvier 1998 (23 ans)  | Sunweb           | 2022  |
| Felix Gall      | 27 février 1998 (23 ans)  | Sunweb           | 2021  |
| Chad Haga       | 26 août 1988 (33 ans)     | Sunweb           | 2021  |
| Chris Hamilton  | 18 mai 1995 (26 ans)      | Sunweb           | 2023  |
| Jai Hindley     | 5 mai 1996 (25 ans)       | Sunweb           | 2021  |

| Coureur                | Date de Nais.             | Equipe en 2020         | Cont. |
| ---------------------- | ------------------------- | ---------------------- | ----- |
| Max Kanter             | 22 octobre 1997 (24 ans)  | Sunweb                 | 2021  |
| Asbjørn Kragh Andersen | 9 avril 1992 (29 ans)     | Sunweb                 | 2022  |
| Søren Kragh Andersen   | 10 août 1994 (27 ans)     | Sunweb                 | 2022  |
| Andreas Leknessund     | 21 mai 1999 (22 ans)      | Uno-X Pro Cycling Team | 2023  |
| Niklas Märkl           | 3 mars 1999 (22 ans)      | Sunweb Development     | 2022  |
| Joris Nieuwenhuis      | 11 février 1996 (25 ans)  | Sunweb                 | 2022  |
| Casper Pedersen        | 15 mars 1996 (25 ans)     | Sunweb                 | 2022  |
| Nicolas Roche          | 3 juillet 1984 (37 ans)   | Sunweb                 | 2021  |
| Martin Salmon          | 29 octobre 1997 (24 ans)  | Sunweb                 | 2021  |
| Michael Storer         | 28 février 1997 (24 ans)  | Sunweb                 | 2021  |
| Florian Stork          | 27 avril 1997 (24 ans)    | Sunweb                 | 2022  |
| Jasha Sütterlin        | 4 novembre 1992 (29 ans)  | Sunweb                 | 2021  |
| Martijn Tusveld        | 9 septembre 1993 (28 ans) | Sunweb                 | 2021  |
| Ilan Van Wilder        | 14 mai 2000 (21 ans)      | Sunweb                 | 2022  |
| Kevin Vermaerke        | 6 octobre 2000 (21 ans)   | Hagens Berman Axeon    | 2023  |